# کالج میدلبری
کالج میدلبری (به انگلیسی: Middlebury College) یک دانشگاه در ایالات متحده آمریکا است که در Middlebury واقع شده‌است.